# Most Pocełujewa
Most Pocełujewa (ros. Поцелуев мост, transkr. Pocełujew most) – most w Petersburgu stanowiący przeprawę przez rzekę Mojkę. 
Pierwszy most przebiegający w tym miejscu, powstał w 1738 roku jako most zwodzony zbudowany z drewna, a wykonany przez mieszkańców, nazywano go wówczas "kolorowym mostem" ze względu na drewno użyte przy budowie. W 1768 roku zburzono dotychczasowy most drewniany i zbudowano nowy, był to trójprzęsłowy most kamienny przystosowany do ruchu pojazdów zaprzęgowych. Na lewym brzegu rzeki niedaleko mostu znajdował się dom kupca Pocełujewa, w którym mieściła się karczma o nazwie "Pocałunek" (ros. Pocełuj). Ponieważ most znajdował się naprzeciwko tego przybytku, zaczęto nazywać go mostem Pocełujewa. Nazwa ta funkcjonuje aż do dzisiaj. Nowo wybudowany most kamienny przetrwał w stanie nienaruszonym do roku 1808, kiedy wraz ze zwiększającymi się obciążeniami ruchu postanowiono zastąpić go zupełnie nową konstrukcją. Nowy projekt zakładał wykonanie żeliwnej konstrukcji łukowej, jednoprzęsłowej. Budowa nowego mostu według projektu architekta Williama Heste trwała z przerwami do roku 1816. W latach 1952 i 1969 dokonano rekonstrukcji mostu i zainstalowano po jego obu stronach cztery granitowe obeliski z latarniami zwieńczone pozłacanymi kulami. Obecna długość mostu wynosi 41,5 metra, w tym około 35 metrów znajdujących się bezpośrednio nad korytem rzeki, oraz 23,5 metra szerokości. Wśród mieszkańców przyjęła się także inna nazwa mostu - Most Pocałunków, pochodząca najprawdopodobniej z tej samej przekształconej legendy o kupcu Pocełujewie. Do dziś krąży też przekonanie, że zakochani całujący się na tym moście zapewniają sobie długie i szczęśliwe życie małżeńskie. Z mostu rozciąga się także panorama na okoliczne zabytki, w tym na sobór św. Izaaka, przez co jest popularnym tematem malarstwa okolicznych artystów.